# نضح (مسيحية)

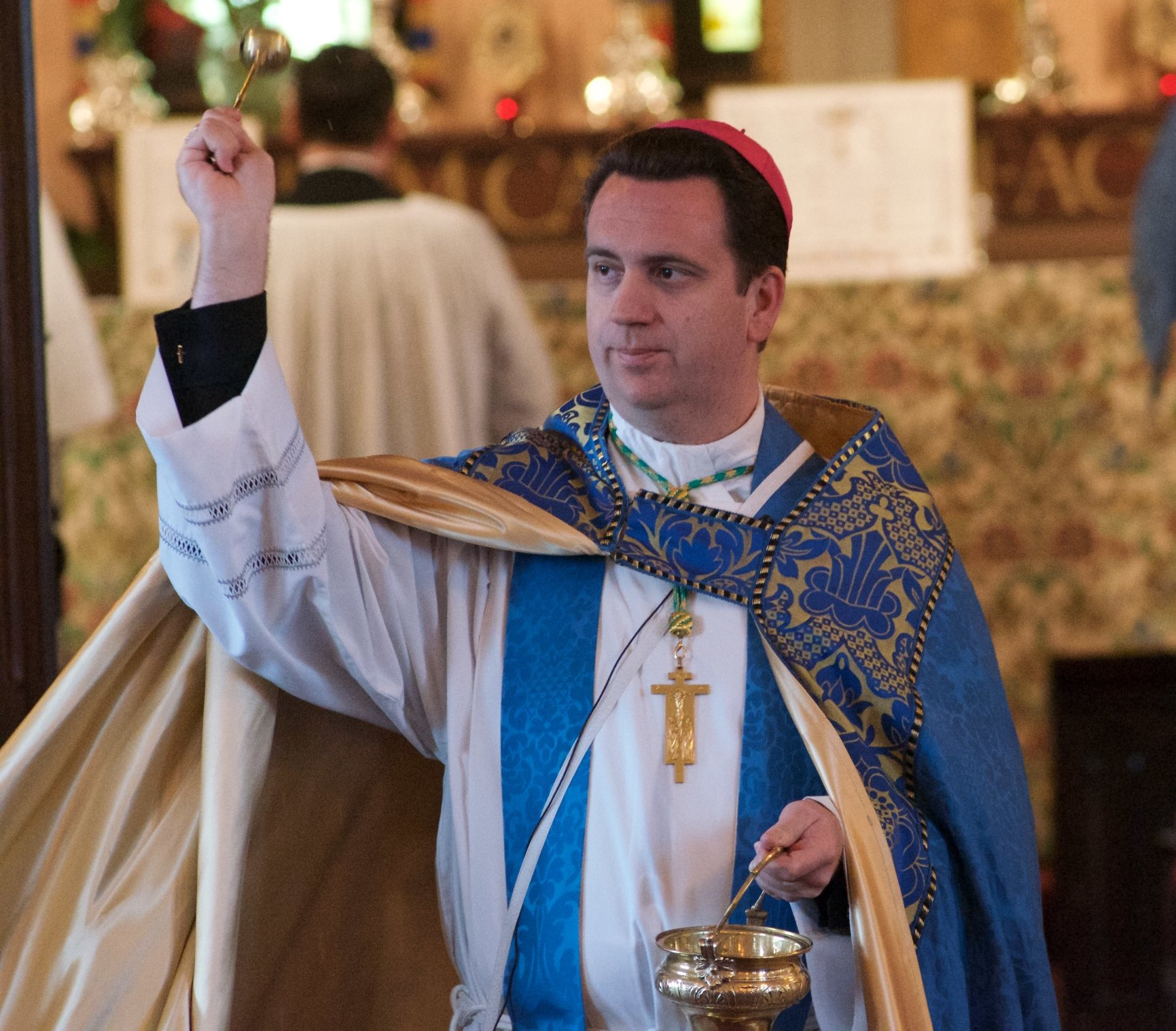
الأسقف إستفان ج. لوبيز ينضح المصلين

النَّضح أو الرَّش هو طقس رش الجماعة بالماء المقدس في المسيحية بالمنضحة.